# 齿轮橡皮
齿轮橡皮乐队（简称“齿轮橡皮”，英文名：Gear Eraser）是一只摇滚乐队，2005年成立于太原，风格为金属。2008年发布第一张同名专辑。曾和摩登天空簽約。

### 简介
齿轮橡皮乐队是一只成员均来自太原的Hard-Rock & Post-grunge风格的乐队。由梁建、周栋、小峰、武斌、刘佳组成。2008年乐队首张同名专辑发布。2010年签约摩登天空，2012年解约后自行发展。

## 乐队成员

### 主唱
周栋

### 吉他兼队长
梁建

### 吉他
刘佳

### 贝斯
武斌

### 鼓手及打击乐
小峰

## 乐队经历&重要演出

### 2005-2010
- 2008年10月 乐队参加青岛金海沙滩音乐节的演出。
- 2008年11月 北京愚公移山酒吧专场。
- 2009年7月25日参加为期五天的北京欢乐谷MAYA摇滚音乐节。
- 2009年8月23日参加北京飞行者唱片主办的北京奥林体育中心为期一个月的消夏音乐节！。
- 2009年12月12日天津2009第四届“摇滚群英会”音乐季演出。
- 2010年5月1日在经过半年的新作品创作之后参加北京摩登天空唱片公司在北京运河公园举办的“草莓音乐节演出”
- 2010年10月4日参加北京北京海淀公园举办的摩登天空音乐节
- 2010年12月19日受邀参加西安绿洲音乐网9周年“绿洲和他的朋友们”的演出
- 2010年10月31日北京星光现场摩登天空—OVERDIVE厂牌签约仪式，同时签约的有“扭曲机器乐队”和“液氧罐头乐队”
- 2010年12月25日同摩登天空公司众多旗下兄弟乐队一起参演太原九龙雪地音乐节
- 2010年12月31日天津13CLUB举办的在意库创意园举办的“群英会—过载厂牌摇滚演唱会”

### 2011至今
- 2011年4月22日上海 MAO LIVE HOUSE 过载厂牌演唱会。
- 2011年5月2日北京通州草莓音乐节
- 2011年8月8日 山东日照迷笛音乐节
- 2011年10月12日在上海育音堂LIVEHOUSE同天堂，脑浊，液氧罐头，指人等一同参加SUPERLUX舒伯乐乐队定制产品演出。

- 2012年1月7日参与《爱在摇滚的岁月》之第三届摇滚春晚
- 2012年4月30日镇江鹭岛音乐节
- 2012年5月1日北京草莓音乐节
- 2012年5月18日山西大学音乐节
- 2012年7月27日张北音乐节
- 2012年8月宁波海上丝路音乐节
- 2012年9月--10月乐队最新EP录制
- 2012年12月15日 《爱无疆》公益演出，为这个冬季无处安身的老人募捐善款
- 2012年12月31日山西太原《太阳照常升起》齿轮橡皮专场演唱会
- 2013年1月2日 天津群英会
- 2013年2月2日 参与《爱在摇滚的岁月》第四届摇滚春晚